# Gabriel Hamel
 (mars 2022).
Pour les articles homonymes, voir Hamel.
Gabriel Hamel, né le 2 juillet 1953 à Québec, Canada, est un guitariste, arrangeur, compositeur et enseignant de l'Université Laval au Québec. 
Depuis 1980, Gabriel Hamel participe à des séries radiophoniques et audiovisuelles, à des enregistrements d'albums et il se produit sur scène dans divers concerts et évènements. Il s'implique aussi comme compositeur et réalisateur de musique pour diverses productions vidéos, ainsi que comme arrangeur pour des formations et des spectacles. Il partage ses connaissances musicales en enseignant à l'Université Laval, à Québec, jusqu'à sa retraite en septembre 2019. 

## Biographie

### Études
Gabriel Hamel reçoit en 1980 le premier prix en guitare classique du Conservatoire de musique de Québec. Boursier du Conseil des Arts en 1981, il poursuit dès l'année suivante des études en composition et arrangements au Dick Grove School of Music à Los Angeles, en Californie. 

### Carrière

#### Guitariste
Dès 1984, Gabriel Hamel contribue comme guitariste à des émissions radiophoniques et télévisuelles. On peut l'entendre dans les émissions Gillet Pure Laine (CBVT de Radio-Canada à Québec), dans Stanké Centre-ville (CBVT de Radio-Canada à Québec), à Salut Capitaine en 1984 (TVA), Station Soleil (Radio-Québec) et à C'est à ton tour (TQS). Il collabore aussi avec d'autres artistes dans l'enregistrement de multiples albums, tels que Pleurires de Jean Lapointe, La symphonie du Québec, avec des artistes variés dont Richard Séguin, Paul Piché et Michel Rivard, Si je n'ai pas l'amour de Denis Veilleux, Un peu plus haut - le nouveau spectacle de Ginette Reno et Le Rendez-Vous avec Marie-Denise Pelletier. Il se produit aussi avec Jean-Pierre Ferland, Céline Dion et Patrick Bruel. De plus, il est actif sur la scène du jazz au Québec et se produit dans des concerts et évènements, notamment au Domaine Forget en 2014 avec le saxophoniste Joe Lovano, les pianistes Oliver Jones, Lorraine Desmarais et Daniel Clarke Bouchard et le contrebassiste Éric Lagacé, ainsi qu'au Festival de Jazz Etcetera Lévis et au Festival Québec Jazz en Juin,,. Il fait partie des groupes de jazz fusion Joël and the Outsider, composé de Joël Thibault au saxophone, Sébastien Champagne au piano, François Moisan à la basse et Jean-François Gagné à la batterie, avec qui il enregistre l'album Part of life en 2009. Il est aussi membre du Janis Steprans Quintet, composé de Janis Steprans au saxophone, Geoff Lapp au piano, Adrian Vedady à la basse et Andre White à la batterie, avec qui il enregistre l'album Ajivtal en 2017.  

#### Arrangeur, compositeur, directeur
Gabriel Hamel effectue plusieurs arrangements pour des artistes dans des enregistrements d'albums et des concerts. Notamment, il participe aux arrangements et à l'écriture de l'album Nathalie Gauthier de Nathalie Gauthier et l'album Jésus le messie de Denis Veilleux. Il est directeur musical de l'album Si je n'ai pas l'amour de Denis Veilleux.

#### Enseignant
Gabriel Hamel est professeur à l'Université Laval de Québec et enseigne la guitare jazz, le cours d'analyse et écriture jazz et populaire ainsi qu'un cours de technologie dans cet établissement pendant plus de 35 ans avant de prendre sa retraite en septembre 2019. Il participe à la création du Baccalauréat en musique jazz et populaire à la Faculté de Musique de l'Université Laval en 1998. Il enseigne à des musiciens reconnus tels que le guitariste François Rioux et le bassiste Alex Morissette, membres du groupe The Lost Fingers.

## Discographie
- 1987 : Si je n'ai pas l'amour, Denis Veilleux, guitariste et directeur musical
- 1991 : Le Rendez-vous, Marie-Denise Pelletier, guitariste[9]
- 1991 : Nathalie Gauthier, Nathalie Gauthier, composition et arrangements
- 1994 : La symphonie du Québec, artistes variés, guitariste
- 1995 : Pleurires, Jean Lapointe, guitariste
- 1995 : Escape, Steve Barakatt, guitariste
- 1996 : Shakawtu - Faith, Musa Dieng Kala, guitariste
- 1998: Ailleurs, Nathalie Gauthier, guitariste[10]
- 1999 : Un peu plus haut - Le Nouveau Spectacle, Ginette Reno, guitariste
- 2003: Choisir sa vie, Colombe Dufour, arrangements[11]
- 2004: Famul jazz, double équipe, album 1, Stage band de la faculté de musique de l'Université Laval - Famul Jazz, Réalisation, composition, arrangements[12]
- 2006 : Choses inutiles, Sylvain Lelièvre, guitariste[13]
- 2006 : Jésus le Messie, Denis Veilleux, arrangements musicaux[7]
- 2009: Saoulée à l'autre, Annie Poulin, guitariste[14]
- 2009: Part of life, Joël Thibault and the Outsiders, guitariste
- 2017 : Ajivtal, Janis Steprans Quintette, guitariste
- 2019 : Self Inquiry, Louis-Vincent Hamel, guitariste[15]
- 2020: Célébration 25 ans Radio Galilée, Radio-Galilée, arrangements[16]
- Inconnu :  Juste pour te conquérir, Estelle Lilian

## Participation à des festivals
- 2010: Joël and the outsiders, Festival de jazz Etcetera Lévis
- 2012: Styx en Jazz, Joël and the outsiders, Festival de jazz Etcetera Lévis[17]
- 2015: Joël and the outsiders, Festival de jazz Etcetera Lévis[18]
- 2019: Joël and the outsiders, Festival de jazz Etcetera Lévis[19]
- 2021: Hommage à David Sanborn, Joël and the outsiders, Festival Québec Jazz en juin

### Liens web vidéos
- [vidéo] « I got you Babe - Marie-Claire Linteau & Alex Blanchette LESGRANDSDUOS | Gabriel Hamel », 8 avril 2018 (consulté le 31 mars 2022)
- [vidéo] « Centerpiece - Marie-Claire Linteau ft. Gabriel Hamel », 24 octobre 2018 (consulté le 31 mars 2022)
- [vidéo] « Joel and The Outsiders / promotion 20 février 2021/ 1 », 7 janvier 2021 (consulté le 31 mars 2022)
- [vidéo] « Joel and The Outsiders / promotion 20 février 2021/ 2 », 7 janvier 2021 (consulté le 31 mars 2022)
- [vidéo] « Gabriel Hamel, professeur », 2 novembre 2018 (consulté le 31 mars 2022)